# Le Lis et le Lion
Le Lis et le Lion est un roman historique écrit par Maurice Druon et publié en 1960.
Il est le sixième tome de la série des Rois maudits. Il est précédé par le roman La Louve de France ; le tome suivant est Quand un roi perd la France.
L'action du roman court de 1328 à 1342, puis de 1354 à 1361.

## Résumé
Mortimer prend plusieurs décisions malheureuses. Les comtes du royaume, notamment Lancastre et Kent (demi-frère d'Édouard II), excédés par l’ambition, la morgue et la convoitise de Mortimer, organisent un complot pour le renverser. Victime d'une machination organisée par Mortimer, Kent est démasqué et rapidement exécuté. Isabelle tombe enceinte de Mortimer. Craignant que ce dernier ne le fasse tuer pour devenir régent du royaume ou se fasse proclamer roi à sa place, Édouard III organise un coup d'État : malgré les supplications d’Isabelle, Mortimer est arrêté dans la chambre conjugale, condamné sans procès et immédiatement pendu à Tyburn, le 29 novembre 1330. Édouard III exile sa mère et gouverne à présent seul.
En France, Charles IV le Bel, le dernier fils de Philippe IV le Bel, meurt de maladie, le 1er février 1328. Avec lui s’éteint la lignée directe des descendants d’Hugues Capet. Se pose alors le problème de la succession au royaume de France. Qui doit monter sur le trône : Édouard III d’Angleterre, petit-fils de Philippe IV le Bel par sa mère, Isabelle ? ou Philippe de Valois, neveu de Philippe IV le Bel par son père, Charles de Valois (décédé trois ans plus tôt), et plus proche parent « mâle » du roi décédé ? Les Français ne sont naturellement pas enthousiastes à l’idée d’avoir un Anglais comme roi. Robert d’Artois n’a donc pas trop de difficulté à faire accepter Philippe de Valois comme régent, puis comme roi. Le dimanche 29 mai 1328, Philippe de Valois est sacré à Reims ; il est rapidement surnommé « le roi trouvé ».
Robert d’Artois est très proche du nouveau souverain, puisqu’il est son beau-frère et qu’il a joué un rôle important dans sa nomination comme régent puis comme roi. Il devient rapidement son conseiller principal, se fait élever au rang de pair de France et, le roi n’étant pas particulièrement intelligent, n’a aucune difficulté à gouverner à sa place. Cependant, Robert n’a toujours pas récupéré l’Artois, qui est aux mains de Mahaut d'Artois, sa tante. Il prétend posséder des documents qui appuient ses revendications, mais il tarde à les produire. Mahaut sait très bien que de tels documents ne peuvent être que faux, car c’est elle qui les a détruits. Robert d’Artois reçoit le soutien d’une alliée inattendue en la personne de Béatrice d'Hirson, dame de compagnie de Mahaut, empoisonneuse à ses heures et qui, humiliée à plusieurs reprises par sa maîtresse, a décidé de se venger. Comme Robert ne veut pas présenter les faux documents qu’il a préparés en remplacement des documents détruits par Mahaut avant la mort de celle-ci, Béatrice, à la demande de Robert, empoisonne sa maîtresse, puis sa fille, Jeanne, pour faire avancer la cause de Robert. Par la suite, Béatrice, qui croyait avoir séduit et manipulé Robert, s’aperçoit que c’est lui qui l’a séduite et manipulée. Alors qu’elle se croyait sa maîtresse, et peut-être sa future femme, Robert l’abandonne. De dépit, elle dénonce ses turpitudes ; il la fait alors assassiner.
Cependant, les faux documents de Robert ne résistent pas à l’analyse, et une enquête ordonnée par le roi prouve qu'il a agi en faussaire.  Le roi Philippe VI, lors d'un tournoi de chevalerie, lui propose de renoncer à ses prétentions concernant l'Artois, mais, buté, Robert refuse. Robert perd son procès pour l’obtention du comté d’Artois. Le roi, qui ne veut pas être associé à un parjure et faussaire, l’abandonne, et Robert est dépossédé de tous ses titres et biens ; il doit s'exiler en 1332. Son épouse, Jeanne de Valois (sœur du roi), est emprisonnée à Château-Gaillard avec ses trois fils, après le bannissement de son époux. Plein de rancœur contre le roi et la France, Robert erre de ville en ville à la frontière du royaume ; partout on lui signale qu’il n’est pas le bienvenu, car on craint le roi de France. Il trouve finalement refuge en Angleterre, où il incite Édouard III à réclamer la couronne de France en tant que petit-fils de Philippe le Bel.
Édouard III se laisse convaincre à l'issue d'un banquet au cours duquel Robert l'a comparé à un héron, oiseau veule et lâche, et, après s’être assuré du soutien des dirigeants de Flandre et d’Allemagne, Édouard envoie ses émissaires à Paris pour réclamer la couronne de France. L’aristocratie française, qui sous-estime la force de l’Angleterre et de ses alliés, considère cette demande avec dérision. Après quelques escarmouches entre les deux pays, la guerre éclate : c’est le début de la guerre de Cent Ans. Pendant ce temps, en Angleterre, l’étoile de Robert d’Artois brille de plus en plus ; Édouard III en fait un de ses principaux conseillers et le fait comte de Richmond. Servant dans l’armée anglaise, il est mortellement blessé sous les remparts de Vannes au début de la guerre de succession de Bretagne. Il meurt en 1342 et est inhumé en la cathédrale Saint-Paul de Londres.

### Épilogue
Un court épilogue conclut le roman : qu’est donc devenu le vrai héritier de la couronne de France ? Le vrai fils de Louis X et de Clémence de Hongrie ?
1345 : Marie de Cressay s’éteint à Neauphle, mais, sur son lit de mort, elle se délie de son terrible secret ; elle dicte une confession relatant l’échange des deux nouveau-nés en 1316. Cette lettre est portée par un moine à Cola di Rienzo, tribun influent de Rome, qui se met à la recherche de Giannino Baglioni, celui que tout le monde croit être le fils de Guccio, maintenant mort.
2 octobre 1354 : Rienzi a retrouvé la trace de Giannino quelques jours auparavant. Il lui pose quelques questions sur sa vie d’enfant et tout concorde : il est bien le fils du couple royal et le lui apprend. S’il parvenait à se faire reconnaître roi de France, les Italiens pourraient reprendre influence sur la royauté française et… sur la papauté (car « à faux roi, faux pape ! »). Hélas, Rienzi est menacé par la conspiration tramée par des opposants dirigés par la famille Colonna, qui ne le reconnaissent pas comme maître de Rome. Il envoie Giannino chercher de l’aide auprès du cardinal Albornez, mais est assassiné, laissant Giannino sans soutien.
Ce dernier choisit la voie du silence, puis change d’avis et essaye de trouver du soutien — lettres de Rienzo et confession de sa mère adoptive à la main — pour se faire reconnaître. À part le roi de Hongrie, personne ne le prendra au sérieux. Semant l’agitation partout où il va, il est arrêté, s’évade, est de nouveau arrêté et est emprisonné à Naples, au château de l’Œuf, « regardant par la fenêtre le château que sa mère, heureuse, avait quitté quarante-six ans plus tôt pour devenir reine de France ». Il meurt en 1361, seul et incompris, partageant lui aussi le terrible destin des « rois maudits ».

## Personnages
Voici la liste des personnages, avec leurs titres et statuts au moment de leur première apparition dans le livre :
Angleterre
- Édouard III, roi d'Angleterre et seigneur d'Irlande
- Philippa de Hainaut, reine consort d'Angleterre
- Isabelle de France, reine-mère d'Angleterre, mère d'Édouard III, cousine de Philippe VI de Valois
- Roger Mortimer de Wigmore, amant d'Isabelle de France
- John Maltravers, sénéchal d'Angleterre, homme de confiance de Roger Mortimer
- Jean de Beaumont, oncle de Philippa de Hainaut, frère de Guillaume de Hainaut
- William Melton, archevêque d'York
- Adam Orleton, évêque de Hereford
- Henry de Burghersh, évêque de Lincoln, lord grand chancelier d'Angleterre
- William Montaigu, 3e Baron Montagu (en)
- Henri de Lancastre dit Tors-Col, comte de Leicester
- Edmond de Kent, demi-frère du défunt Édouard II, oncle d'Édouard III, comte de Kent
- Thomas de Brotherton, demi-frère du défunt Édouard II, oncle d'Édouard III, comte de Norfolk

France - Cour du roi Charles IV
- Charles IV le Bel, roi de France et de Navarre, mourant
- Jeanne d'Évreux, 3e épouse de Charles IV le Bel, mère de 2 filles, enceinte au moment du décès de Charles IV
- Jean de Cherchemont, chancelier des rois Philippe V le Long, puis Charles IV le Bel
- Pierre de Rémi, ministre des Finances de Louis X le Hutin et Charles IV le Bel
- Gaucher de Châtillon, connétable, comte de Porcien
- Hugues III de Bouville, ancien chambellan

France - Cour du roi Philippe VI
- Philippe VI de Valois,  roi de France, cousin de Charles IV le Bel
- Jeanne de Bourgogne, épouse de Philippe VI de Valois, reine de France
- Jean de Valois, fils de Philippe VI de Valois et de Jeanne de Bourgogne, héritier du royaume de France
- Philippe d'Évreux, cousin de Philippe VI, roi régent de Navarre
- Jeanne La Petite, épouse de Philippe d'Évreux, fille de Louis X le Hutin, héritière du royaume de Navarre
- Robert d'Artois, oncle de Charles IV le Bel, beau-frère de Philippe VI de Valois, comte de Beaumont-le-Roger
- Jeanne de Valois, femme de Robert d'Artois, demi-sœur de Philippe VI de Valois
- Louis de Bourbon, comte de Clermont-en-Beauvaisis, premier duc de Bourbon, petit-fils de Saint-Louis
- Jean de Bretagne, duc de Bretagne, beau-frère de Philippe VI de Valois, pair du royaume de France
- Isabelle de Valois (1292-1309), épouse défunte de Jean de Bretagne, sœur de Philippe VI de Valois
- Guy de Châtillon, comte de Blois, beau-frère de Philippe VI de Valois
- Marguerite de Valois, femme de Guy de Châtillon, sœur de Philippe VI de Valois
- Louis de Crécy, comte de Flandre et de de Nevers
- Mahaut d'Artois, oair de France et comtesse de Bourgogne
- Jeanne la Veuve, femme du défunt roi Philippe V le Long, fille de Mahaut d'Artois
- Béatrice d'Hirson, dame de parage de Mahaut d'Artois
- Eudes de Bourgogne, petit-fils de Saint-Louis,  duc de Bourgogne
- Jeanne de Bourgogne, épouse d'Eudes de Bourgogne, fille du roi défunt Philippe V le Long
- Raoul de Brienne, connétable du roi Philippe VI de Valois, comte d'Eu et de Guînes
- Miles de Noyers, maréchal du roi défunt Philippe V le Long, président de la chambre aux Comptes sous Charles IV le Bel, chambellan de Philippe VI de Valois
- Pierre Tesson, notaire
- Chevalier de Villebresme
- Thierry d'Hirson (1270-1328), évêques d'Arras, amant de Mahaut
- Jeanne de Divion, concubine du défunt Thierry d'Hirson

Autres
- Guillaume de Hainaut, comte de Hainaut, beau-frère de Philippe VI de Valois, père de Philippa de Hainaut, beau-père d'Édouard III
- Jeanne de Valois, femme de Guillaume de Hainaut, sœur de Philippe VI de Valois
- Jean de Luxembourg, comte de Luxembourg, roi de Bohême
- Bonne de Luxembourg, fille de Jean de Luxembourg, promise à l'héritier du trône de France, Jean II
- Guccio Baglioni, banquier siennois
- Giannino Baglioni, fils de Guccio Balioni, Jean Ier le Posthume
- Cola di Rienzo, homme d'État romain
- Louis de Never, comte de Flandres,
- Jacob van Artevelde, homme d'État flamand, opposé au comte de Flandres

Église
- Guillaume de Trie, duc-archevêques de Reims, précepteur de Philippe VI de Valois
- Jean de Marigny, comte-évêque de Beauvais
- Jean de Chalon, comte-évêque de Langres
- Jean de Cherchemont, évêque d'Amiens
- Jean XXII, pape
- Benoît XII, pape